# جونگ میونگ-سوک
جونگ میونگ-سوک (به کره‌ای: 정명숙؛ زادهٔ ۲ ژوئن ۱۹۹۳) کشتی گیر زن کشور کره‌شمالی است.
از افتخارات وی می‌توان به کسب سه مدال برنز مدال برنز مسابقات قهرمانی کشتی جهان ۲۰۱۴ و مسابقات قهرمانی کشتی جهان ۲۰۱۵ و  مسابقات قهرمانی کشتی جهان ۲۰۱۸ و مدال طلا بازی‌های آسیایی ۲۰۱۸ اشاره کرد.